# Valero Rivera López
Valero Rivera López (Zaragoza, 14 de fevereiro de 1953) é um ex-handebolista profissional e atual treinador espanhol, campeão europeu.